# Байков Микола Аполлонович
Мико́ла Байко́в  (*29 листопада 1872, Київ — †6 травня 1958, Брисбен, Австралія) — письменник (Австралія).

## Біографія
Народився в родині генерала, мати якого була племінницею Шаміля.
Навчався у Київському університеті (медичний факультет), потім в Петербурзькому університеті (природничо-історичний факультет). Після смерті батька продовжив навчання в Тифліському (нині Тбіліському) військовому училищі. Військову службу почав на Кавказі в елітному полку, яким командував Великий князь Микола Михайлович. Вже у ці роки молодий офіцер виявив схильність до науково-дослідницької праці. З дозволу командування М. Байков склав ентомологічну колекцію Великого князя та сформував колекції для музеїв у Боржомі та Академії наук.
Думку про вивчення природи Далекого Сходу підказав молодому офіцерові академік Д. Менделєєв, який розповів йому про будівництво Китайсько-Східної залізниці (КВЖД). Незабаром поручик М. Байков був переведений на службу в Заамурський округ Окремого корпусу прикордонної служби.
Літературним дебютом М. Байкова стала книга нарисів « В горах та лісах Маньчжурії» (1914) — наслідок служби автора в прикордонниках та участі в експедиціях з вивчення далекосхідного краю, що надихав його на творчість. Маньчжурію М.Байков називав «другою батьківщиною».
Надзвичайну роль у житті майбутнього письменника зіграв також мандрівник М. Пржевальський (товариш батька), який сказав одного разу юному кадету: «Ти цікавишся, чи вбивав я тигрів. На жаль, ні. Різних звірів я полював, але тигрів взяти жодного не довелось. Це ти зробиш за мене, коли мандруватимеш по тайзі Маньчжурії чи Уссурійського краю». М.Пржевальський подарував своєму другові книгу «Мандри в Південно-Уссурійському краї».
14 років провів М. Байков у Маньчжурії. Він займався літературною, дослідницькою та науковою роботами. Академія наук присвоїла офіцеру почесне звання «Співробітник-кореспондент».
1914 року ротмістр М. Байков став учасником Першої світової війни, яку закінчив у званні полковника. У роки громадянської війни в Росії воював на боці білогвардійців. Потрапивши в еміграцію, жив у Єгипті, потім мандрував по Африці та Індії.
1922 року повернувся у Владивосток, а звідти в Маньчжурію. Працював на КВЖД. Один із засновників Товариства вивчення Маньчжурії. У 1925—1928 роках листувався з іншим мандрівником В. К. Арсєньєвим.
Творчу спадщину М. Байкова склали книги: «В нетрях Маньчжурії» (1934), «Великий Ван» (1936), «Білим світом» (1937) — всі видані у Харбіні. Ці книги принесли автору світову славу (видавалися у Китаї, Англії, Франції, Японії).
1942 року М. Байков став одним з шести письменників, які репрезентували літературу Маньчжоу-Го на скликаному в листопаді 1942 року з'їзді літераторів «великої Східної Азії».
З приходом 1945 року в Маньчжурію Радянської армії життя М.Байкова стало нестерпним — 73-літнього природознавця ледве не знищили в СМЕРШі. Його книги були вилучені зі всіх бібліотек і спалені. З надзвичайними труднощами родині Байкових 1956 року вдалося переїхати до Австралії, де закінчилося життя мандрівника й дослідника.